# Glenn Miller Orchestra
Glenn Miller Orchestra, česky Orchestr Glenna Millera, byl původně orchestr založený Glennem Millerem v roce 1938. Aranžmá bylo vystavěno na klarinetu a tenorsaxofonu, které tvořily melodii, zatímco další tři saxofony doplňovaly harmonii. Jednalo se o druhé Millerovo hudební těleso, když první založil v roce 1936, ale pro podobnost s jinými formacemi daného období jej rozpustil.
Orchestr získal popularitu a jeho jazzové skladby dosáhly vysoké prodejnosti a předního umístění v hitparádách. Mezi největší šlágry patřily „Moonlight Serenade“, „In the Mood“, „Tuxedo Junction“, „Chattanooga Choo Choo“ a „(I've Got a Gal In) Kalamazoo“.

## Historie orchestru po úmrtí Millera
Poté, co v prosinci 1944 zmizelo na cestě do Paříže letadlo, ve kterém byl na palubě major Glenn Miller, došlo k rekonstrukci orchestru pod vedením prvního tenorsaxofonisty a zpěváka Texe Benekeho, blízkého Millerova přítele.
Millerova pozůstalost tak v roce 1946 umožnila zřízení oficiálního „orchestru duchů“ Glenna Millera, který vedl Tex Beneke. Skupina měla díky velké smyčcové sekci podobný charakter jako padesátičlenný Orchestr armádního letectva (Army Air Force Band), který Miller sestavil v roce 1943 a o rok později s ním odletěl do Velké Británie. Oficiální veřejná premiéra nového poválečného bandu se uskutečnila v broadwayském Capitol Theatre, ve kterém od 24. ledna 1946 další tři týdny koncertoval. Henry Mancini byl v orchestru klavíristou a také jedním z aranžérů. Turné zahrnovalo celé Spojené státy, včetně několika vystoupení v Hollywood Palladium roku 1947, kde původní Millerův orchestr hrál již o šest let dříve. Přestože se éra big bandů blížila ke konci, na vystoupení Tex Beneke and Glenn Miller Orchestra se v Palladiu podílel rekordní počet 6 750 komparzních tanečníků. Ekonomická situace však přinutila orchestr do roku 1949 vypustit celou smyčcovou sekci.
Big band nahrával stejně jako původní těleso u vydavatelství RCA Victor. Beneke se snažil o to, aby rozšířil charakteristickou Millerovu zvukovou linku, ale také aby dosáhl úspěchů pod vlastním jménem. To, co se zrodilo po druhé světové válce jako „Glenn Miller Orchestra“ vedený Texem Benekem, se nakonec změnilo v samostatný „Orchestr Texe Benekeho“. Do roku 1950 se tak jeho cesta s Millerovou pozůstalostí rozdělila a rozchod nebyl snadný.
Do začátku 50. let Millerův styl píšťal vedených klarinetem a tlumených trumpet kopírovaly různé skupiny, byli mezi nimi Ralph Flanagan, Jerry Gray, a Ray Anthony. To vše spolu s úspěchem filmu The Glenn Miller Story z roku 1953, vedlo Millerovu pozůstalost k tomu, aby požádala Raye McKinleyho o převzetí nového bandu. V roce 1956 tak vznikl americký orchestr, v němž působil také klavírista Don Wilhite. Jedná se o původní verzi formace působící ve Spojených státech, která koncertuje do současnosti.
Existují tři oficiální big bandy stejného jména. Oficiální orchestr Glenna Millera ve Spojených státech účinkoval k roku 2012 pod vedením Larryho O'Briena. Oficiálně uznávaný Glenn Miller Orchestra pro Spojené království koncertoval pod taktovkou Raye McVaye a konečně Oficiální orchestr Glenna Millera pro Evropu řídí od roku 1990 Wil Salden.

## Členové orchestru pro Spojené státy
- Gary Tole – sólový pozoun, hudební ředitel
- Brian Hemstock– zpěv
- Kevin Sheehan – altsaxofon, klarinet, flétna, altová flétna, aranžmá
- Nigel Yancey – altsaxofon, klarinet, flétna
- Walter Kross – tenorsaxofon, klarinet, flétna
- Damian Sanchez – tenoraltsaxofon, klarinet, flétna
- Ian O'Beirne – baritonsaxofon, basklarinet, klarinet, flétna
- Ashley Hall – první trubka
- Nick Schroeder – druhá trubka
- Steve Walters – jazzová trubka
- Reid Poole – trubka
- George Reinert – první pozoun
- Jaime Parker – pozoun
- John Tyler – pozoun
- Jason Bennett – baspozoun
- Theron Brown – klavír
- Holbrook Riles III – bicí nástroje
- Kurt Kotheimer – kontrabas
- Moonlight Serenaders Vocal Group: Brian Hemstock, Ian O'Beirne, Jaime Parker, Kevin Sheehan

Poznámka: složení orchestru k roku 2011.